# كانون باور شوت اس اكس 50

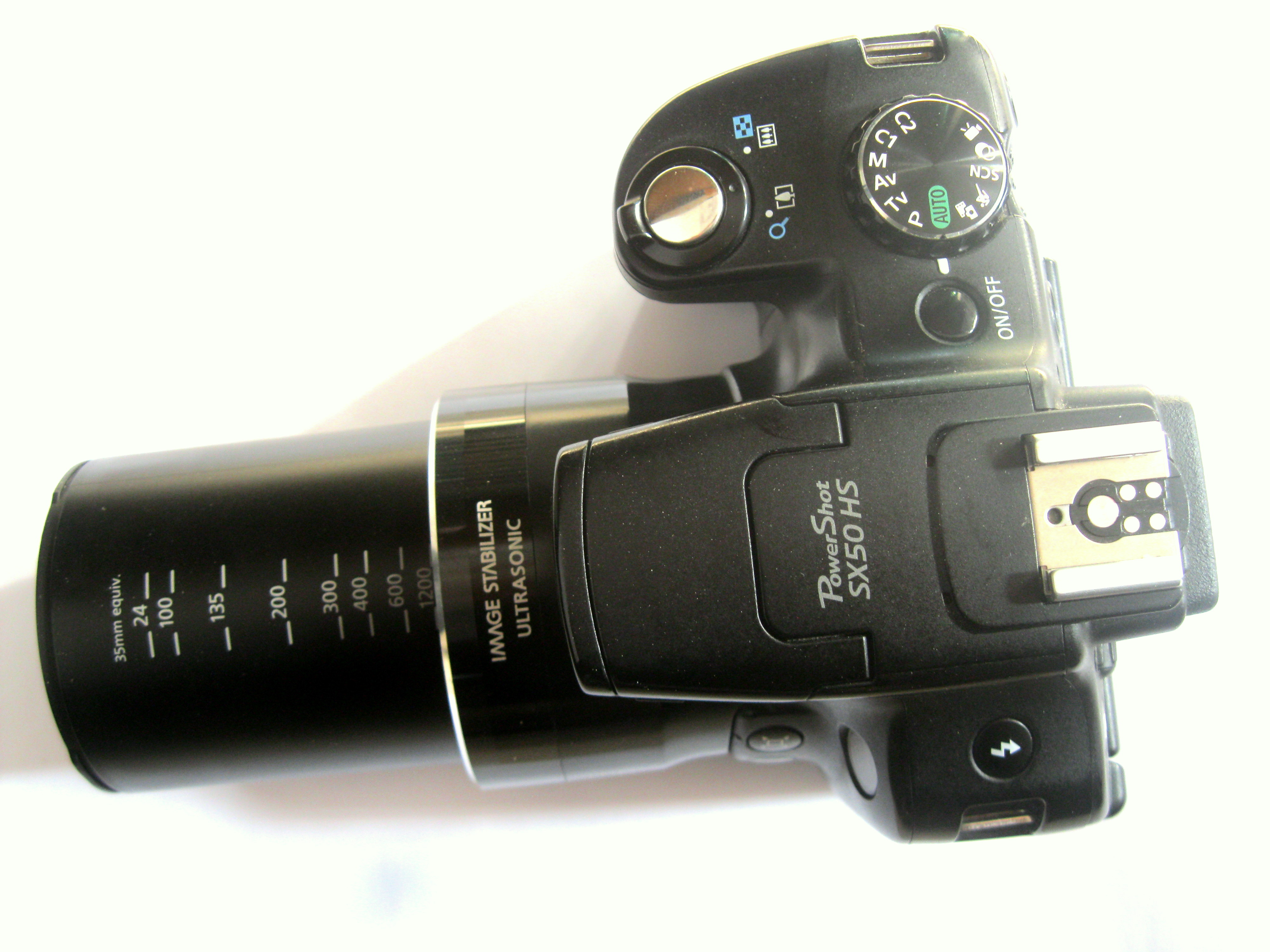
كانون باور شوت اس اكس 50

كانون باور شوت اس اكس 50 (بالإنجليزية: Canon PowerShot SX50 HS)‏ كاميرا من إنتاج شركة كانون وهي من سلسلة باور شوت وهي أول كاميرا مدمجة فيها زووم 50 ضعف وقد طرحت في الأسواق ابتداء من سبتمر 2012 وقد حلت مكان سابقتها Canon PowerShot SX40 HS

## المواصفات
- 12 ميغابيكسل
- نظام معالج الصور

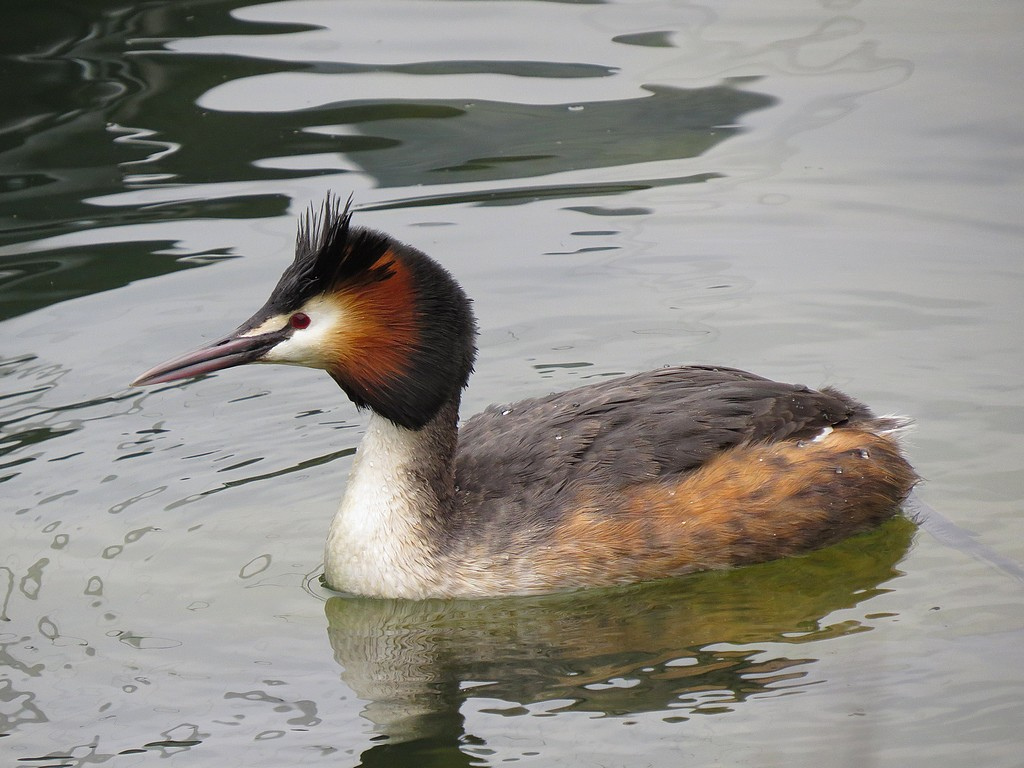
صورة لأحد الطيور ملتقطة بكاميرا كانون باور شوت اس اكس 50

- 1080p Full HD Video فيديو عالي الجودة
- 50x Zoom Lens (24-1200mm Equivalent) تكبير بصري 50 ضعف
- Use Stabilization & Zoom for Video نظام مانع للاهتزاز
- Lithium-ion Rechargeable Batteries بطارية قابلة لإعادة للشحن
- 2.8" Wide Vari-Angle LCD Display شاشة عرض متحركة
- ISO Auto, 80-6400 - حساسية الضوء
- Shutter 15 - 1/2000 sec - سرعة الغالق
- Built-in Flash - فلاش مدمج
- SD/SDHC/SDXC Memory Slot - بطاقات التخزين الملائمة
- تدعم اللغة العربية [1]